# Proterodesma
Proterodesma is een geslacht van vlinders van de familie echte motten (Tineidae), uit de onderfamilie Tineinae.

## Soorten
- P. byrsopola Meyrick, 1909
- P. chathamica Dugdale, 1971
- P. tomaea Meyrick, 1911
- P. turbotti (Salmon & Bradley, 1956)